# Униформа русского флота
Униформа русского флота — предметы форменной одежды военнослужащих военно-морского флота Российской империи.

## XVIII век
С созданием в России Петром Великим регулярного флота для нижних чинов и матросов был введен костюм, состоящий из элементов голландской морской одежды.
Обмундирование матросов состояло из недлинного бострога, коротких до колен штанов, чулок и башмаков на голову надевалась летом и зимой  чёрная войлочная или вязаная шляпа с небольшими полями. Бостроги и штаны могли быть суконными, сермяжными (из низкокачественного крестьянского сукна), канифасными (парусиновыми), тиковыми; чины солдатских полков имели форму обмундирования почти совершенно одинаковую с таковой же сухопутных войск. Флотские офицеры никакой единой формы не имели вплоть до 1735 года. 
Матросам вменялось беречь свою форму — в противном случае виновника ждало суровое наказание. Согласно Морскому уставу от 1720 года: 

…если кто свой мундир проиграет,… оный имеет первый и другой раз быть жестоко наказан, а в третий – расстрелян или на галеру сослан…
Форма обмундирования моряков за время от Петра I до Александра I почти не изменяется, а лишь усложняется; борта и воротники камзолов высших чинов расшиваются золотом, на ноги надевают штиблеты, волосы собирают в букли и косы и пудрят. 
Довольно значительным разнообразием отличались формы обмундирования в период с 1764 по 1802 год; в это время морские артиллеристы имели все обмундирование красного цвета, головным убором им служили каски с медвежьим гребнем; у матросов строевые камзолы были белого цвета с такими же лацканами, двубортные, с серо-зелеными воротником и обшлагами, а рабочие камзолы, так называемые бостроги, — однобортные серо-зелёного цвета; в обоих случаях короткие штаны до колен, летом белые, полотняные; сапоги высокие. Оригинальна была шапка, — войлочная, высокая, с отворотом внизу, напоминающая русский гречаник. 
Летом рабочий костюм матроса состоял из тикового камзола с синими продольными полосками и башмаков. 
Обмундирование матроса XVIII века было довольно хорошо приспособлено к его работе и достаточно удобно.

## Первая половина XIX века

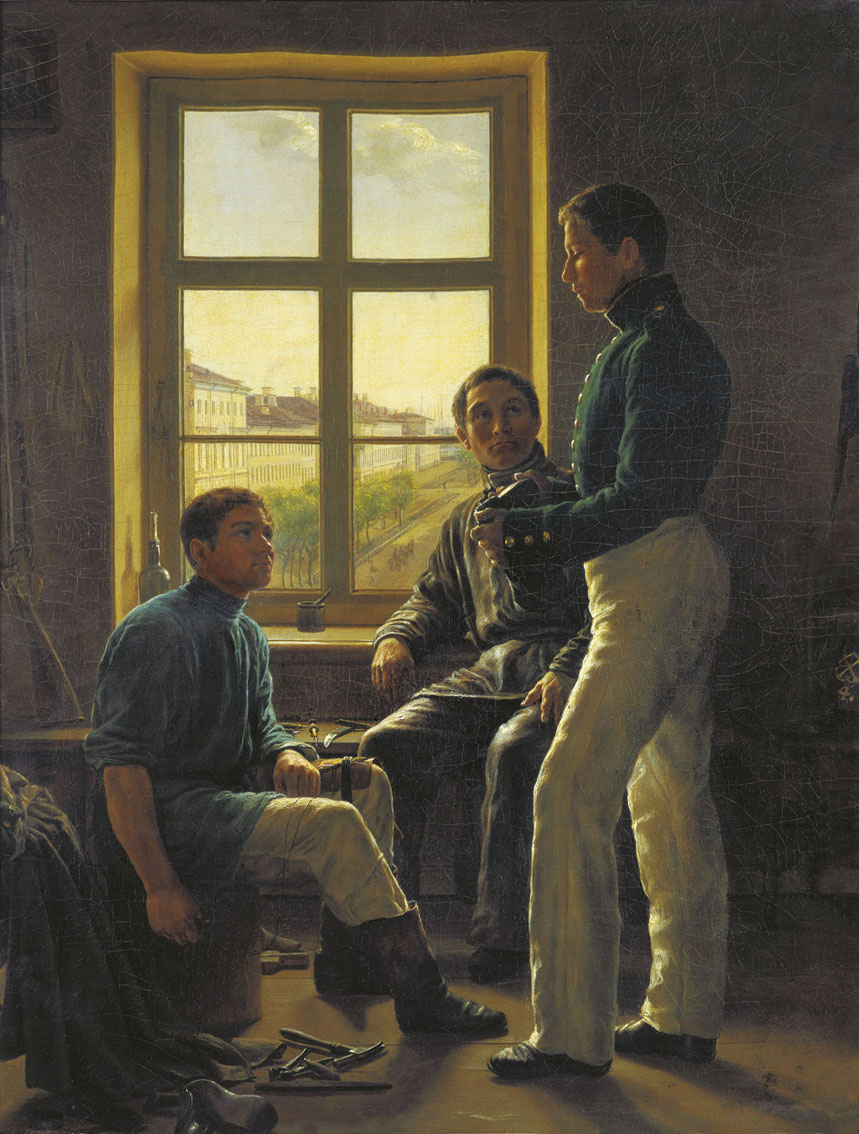
Александр Денисов. «Матросы в сапожной мастерской» 1832.

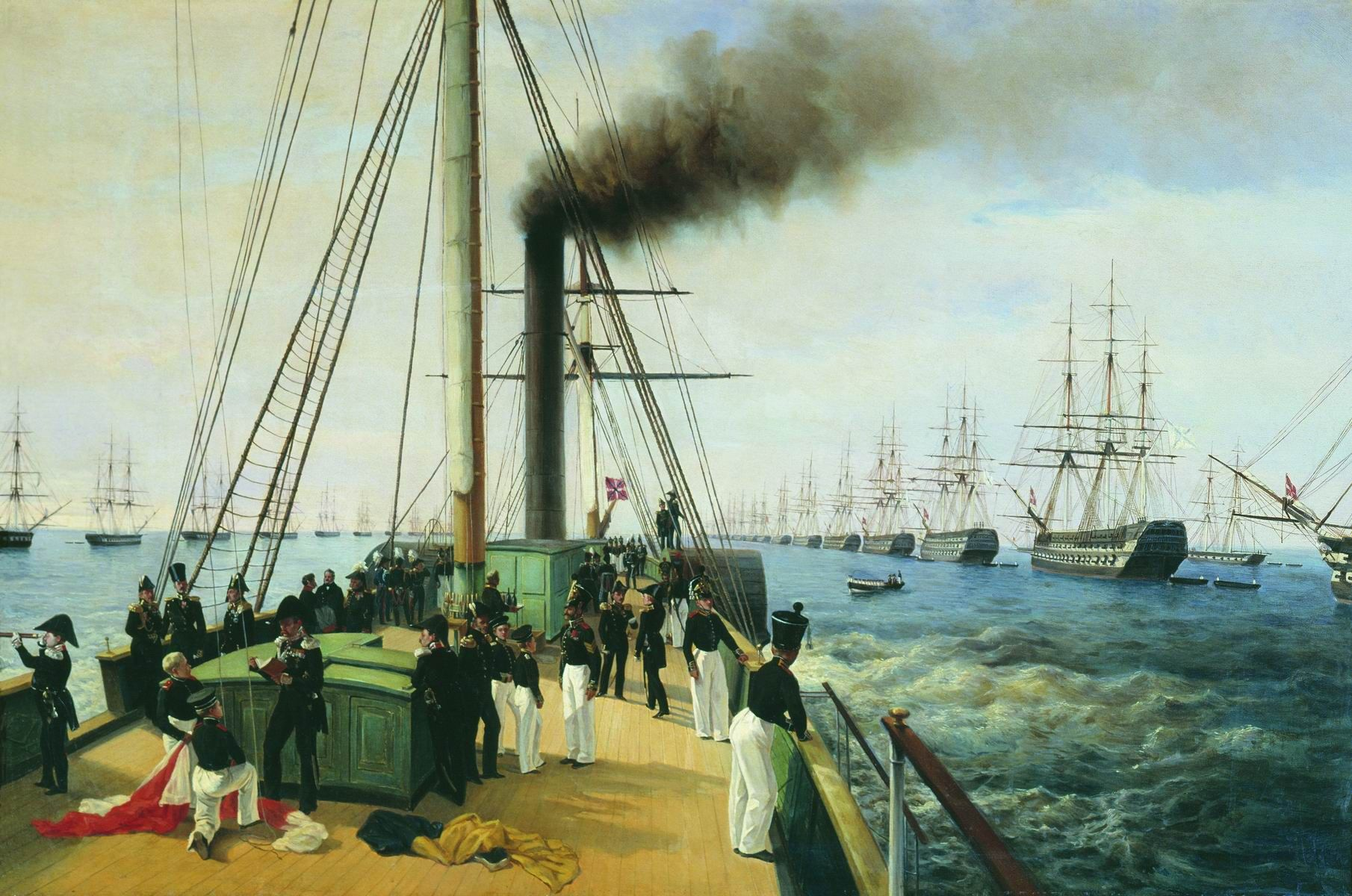
«Смотр Балтийского флота Николаем I в море с палубы парохода», картина А.Боголюбова

Форма обмундирования флота довольно резко изменяется в царствование Александра I; здесь так же, как и в сухопутных войсках, появились мундиры с фалдами, в виде фраков, с высокими воротниками, во флотских экипажах белыми, в гвардейском черными с петлицами, брюки длинные суконные, на головах офицеров высокие двуугольные шляпы с плюмажем, у нижних чинов шапки с широкими полями, высокие, цилиндрические, в гвардейском экипаже с гербом спереди, во флотских — с кокардой из ленты на боку. В это же время плащи были заменены узкой шинелью, шитой в талию, со стоячим воротником. С 1811 года матросы носили темно-зелёные брюки, фуфайку темно-зелёного сукна с белой выпушкой по воротнику и епанчу (длинный широкий плащ). В летнее время вне строя матросы по-прежнему носили лёгкие полосатые куртки и штаны (с чередованием белых и синих полос).
В 1812 году для офицеров флота была введена фуражка темно-зеленого цвета с тремя белыми кантами и черным лакированной кожи козырьком.
В 1826 году офицерам флота были даны сюртуки (вицмундиры) с длинными фалдами и стоячими высокими воротниками; шляпы заменены киверами с небольшими козырьками и гербом; кивера представляли собою усеченные конуса. Шинели все ещё оставались прежние малоудобные. Во все это время, как видно из описания, морская форма немногим отличалась от сухопутной.
В ноябре 1811 года бескозырка была введена как повседневный, будничный головной убор во всех частях русской армии и флота. Это были темно-зеленые бескозырки с тремя белыми кантами: одним по верху и двумя по краям
околыша. В 1834 году на околышах нижних чинов ластовых судов и рабочих экипажей наносились номера экипажей или заглавные буквы названия части или команды. Буквы были просеченные, с подкладкой желтого цвета. В 1844 году на околышах фуражек нижних чинов всего флота появились надписи
номеров рот.
В 1840 году для команд пароходофрегатов Черноморского флота были введены синие фланелевые рубахи с вырезом на груди. В 1843 году к подобным рубахам гребцов на катерах впервые был введен широкий воротник. Полосок на нём не ещё было. В 1850 году для гребцов корабельных шлюпок ввели синие, белые и красные воротники, по которым можно было легко установить, к какой дивизии Черноморского флота они принадлежат. На белых и красных воротниках полосок не было, а на синих воротниках, сливавшихся с рубахой такого же цвета, по краю делалась одна белая полоса. Синий воротник с несколькими белыми полосками появился в 1851 году у гребцов корабельных шлюпок, при этом гребцы 1-й дивизии имели одну полоску, гребцы 2-й дивизии — две и гребцы 3-й дивизии — три полоски.
В 1854 году было введено короткое двубортное полупальто из зеленого сукна на теплой подкладке, 
которое очень скоро стало наиболее популярной верхней одеждой матросов. Адмирал Ф. П. Литке назвал его брушлат (от немецких слов Brust — грудь, и latte — латы). Позднее, в конце XIX века, его стали называть буршлатом, и лишь в 1917—1918 года была принята современная форма произношения — бушлат. Официально же вплоть до 1917 года данная одежда называлась «полупальто».

## Вторая половина XIX века и начало XX века

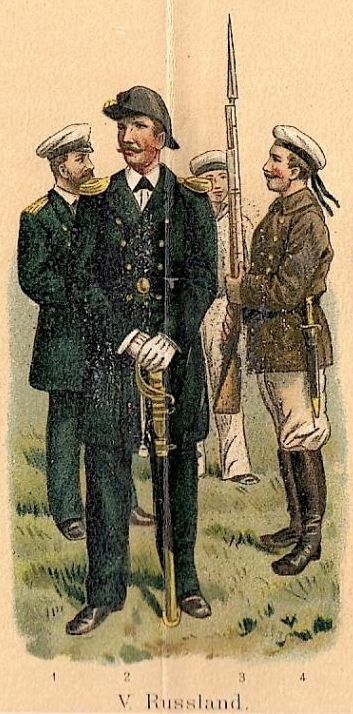
Морские офицеры в судовой и выходной форме, матросы в судовой и десантной форме, 1897 год

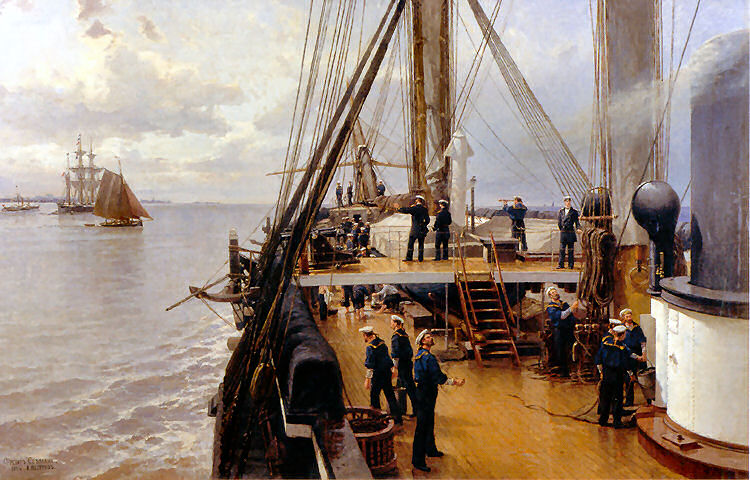
На палубе фрегата «Светлана». А. К. Беггров, 1884

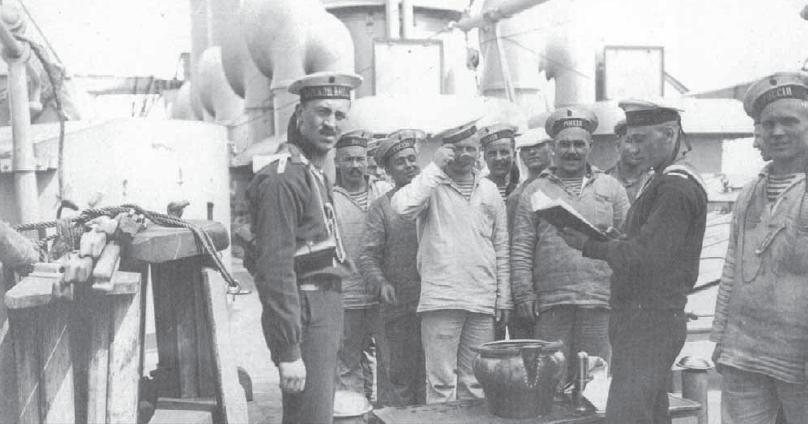
Российские военные моряки, 1910-е годы

В 1855 году для парадной формы матросов были введены фуражки с козырьками, которые в 1857 году были заменены черной клеенчатой широкополой шляпой с надетой по околышу лентой. Эти шляпы имели небольшие наушники и тесьму для завязывания под подбородком. Таким образом, с 1852 года по 1872 год матросы носили бескозырку без ленты, а при парадной форме — круглую лакированную шляпу с лентой, которая в 1872 году перешла на бескозырку.
В 1874 году были введены бескозырки черного цвета с белой шерстяной выпушкой (кантом), черными лентами и названием корабля или номера экипажа на нём. С 1878 года матросы Гвардейского экипажа и матросы кораблей, комплектовавшихся личным составом этого экипажа, стали носить на бескозырках чёрно-оранжевые георгиевские ленты с надписью «Гвардейский экипаж». Георгиевские ленты на бескозырки также были пожалованы матросам черноморских экипажей в ознаменование их участия в обороне Севастополя. 
В 1874 года для матросов была введена тельняшка как разновидность нательного белья. Позднее кругосветные и другие плавания с длительным пребыванием в тёплом климате сделали тельняшку верхней одеждой для такого климата, на ней появились синие полосы. Матросы, одетые в такую тельняшку, хорошо просматривались с палубы на фоне неба и моря. 
В 1881 году были введены три белые полосы на воротниках фланелевых рубах матросов Гвардейского экипажа, а в 1882 году этот воротник был распространен на весь флот.
В 1884 году фуражки офицеров флота стали чёрного цвета.
Покрой флотской шинели с 1890-х годов стал такой же, как и сухопутной, но чёрного цвета; чёрного же цвета были и офицерские пальто.
Мундиры были заменены бушлатами с отложными воротниками и пуговицами в два ряда; этот мундир надевался в определённых случаях, вообще же одежду матроса составляет фланелевая синяя свободная рубаха, доходящая до пояса и опускающаяся вниз напуском; ворот рубахи вырезан спереди, спину прикрывает широкий воротник; под этой рубахой надевается форменная полотняная, такого же покроя, белого цвета с синим отложным воротником, выпускаемым поверх фланелевого; на тело надевалась тельная вязанная фуфайка, которая видна в открытый ворот рубах; брюки были чёрные длинные или в сапоги, а летом белые, полотняные; парадного головного убора нет. Офицеры в семидесятых годах XIX в. получили вместо глухих сюртуков открытые с манишкой, мундиры остались с высокими воротниками, но с длинными фалдами; кивер заменила треугольная шляпа, такая, как у гражданских чиновников; в 1902 г. офицеры и чиновники морского ведомства в течение летнего времени получили разрешение носить особые плащи-накидки с капюшонами.
Вплоть до 1910 года официально предусматривался темно-зеленый цвет морских офицерских мундиров, но с 1900 года практически никто из офицеров не носил темно-зеленых мундиров, предпочитая чёрный цвет. Официально он был предусмотрен только незадолго до начала Первой мировой войны. В 1856 для офицеров армии и флота была введена белая летняя полотняная одежда под названием «полотняник». В 1892 году как летняя одежда для офицеров и адмиралов был введён белый китель. В 1907 году был утвержден как в армии, так и на флоте китель защитного цвета, но на флоте остался китель и белого цвета, который разрешалось носить каждому офицеру и адмиралу в летнее время. В 1910 году вместо кителей защитного цвета на флоте были введены кителя синего цвета. В 1902 году 32 государства присоединились к предложению России считать белую летнюю одежду (китель) у офицерского состава официальной формой наряду с парадной, в случае летних международных встреч, визитов и взаимных посещений.
Погоны матросов на шинелях, мундирах и бушлатах были темно-зеленого цвета, у матросов Гвардейского экипажа они были красного цвета. На фланелевых рубахах и белых форменках, а также на рабочем платье («робе») погон матросам не полагалось, лишь унтеры-офицеры носили на них поперечные погоны из желтой и белой нашивочной тесьмы, так называемые «контрики».
Матросские и офицерские брюки из черной шерсти или сукна были прямого покроя, но с 1909—1910 года в силу моды, возникшей в гражданской мужской одежде, морские офицеры, главным образом молодые, стали носить брюки клёш, но  матросам перешивать казенные брюки и носить брюки клёш категорически запрещалось. Они стали самовольно это делать лишь в 1917 году.